# 23102 Dayanli
23102 Dayanli è un asteroide della fascia principale. Scoperto nel 1999, presenta un'orbita caratterizzata da un semiasse maggiore pari a 2,7476981 UA e da un'eccentricità di 0,0111086, inclinata di 4,04193° rispetto all'eclittica.